# Ferdinand Porsche
Ferdinand Porsche (3 de setembre de 1875, Maffersdorf, Bohèmia, aleshores part de l'Imperi Austrohongarès i actualment Vraislavice nad Nisou, República Txeca - 30 de gener de 1951, Stuttgart, Alemanya) fou un enginyer austríac fundador i creador de l'oficina de projectes automobilística alemanya Porsche. Tingué força influència sobre pràcticament tota la indústria automobilística d'Alemanya.
Ferdinand Porsche també és conegut pels cotxes que duen el seu nom, com per exemple el mític Porsche 911, però també cal recordar que és el pare del Volkswagen Escarabat i que va participar notòriament a Mercedes i a Auto-Union. La seva participació en l'esforç de la guerra alemanya entre el 1939 i el 1945 es deu sobretot a la concepció del Panzer VI Tiger i de l'Elefant. Fins i tot el 1937 fou honorat per Adolf Hitler amb una de les més altes distincions del III Reich.

## Biografia

### Infància
Porsche fou un nen precoç, s'interessa profundament molt aviat per la tècnica i pels treballs d'electricitat (que encara eren esbossos) que havia fet Thomas Edison. El seu pare, Anton, un llauner, no veu gaire bé els gustos del seu fill i desitja que segueixi el negoci familiar. Això no obstant, com que havia construït un generador elèctric al soterrani de casa, son pare queda fascinat pel talent del seu fill i decideix que marxi a Viena a trobar-hi sort.

### Primers anys
Havent acabat els estudis a l'escola professional de Liberec, l'Escola Tècnica Imperial, Ferdinand Porsche s'instal·la a Viena i desitja matricular-se a la universitat. Tanmateix, no pot pagar la matrícula i segueix clandestinament classes a l'escola d'ensenyament tècnic superior de Viena. Finalment Ferdinand aprèn autodidàcticament la majoria dels seus coneixements sobre mecànica. Mai no va tenir cap altra formació d'enginyeria més enllà d'aquesta activitat d'auditor lliure.
Li interessava força l'automòbil, i el contracta la manufactura imperial de carrosses Jakob Lohner & Co (Hofwagenfabrik), de Jacob Lohner, un fabricant de cotxes per a l'emperador d'Àustria i els reis de Noruega, Suècia i Romania, que obrí el 1898 una secció de producció de motors elèctrics. Va representar aquesta empresa a l'Exposició Universal de París de 1900, i guanya un premi gràcies a un cotxe de tracció elèctrica que arribava als 40 km/h. Aquestes primeres realitzacions duien a terme un sistema Lohner-Porsche. Era un cotxe de tipus hipomòbil equipat amb dos motors elèctrics instal·lats sobre l'eix al davant i alimentats per bateries. La bogia d'eixos s'havia estès a una transmissió integral tot instal·lant dos motors elèctrics suplementaris sobre les rodes del darrere. E.W. Hart, el 1900, fou el primer comprador d'aquest cotxe presentat al saló de París el desembre amb el nom de Sempre content.
Finalment fabricat per concórrer i establir nous rècords, els 1.800 kg de bateries de plom necessàries per a la propulsió il·lustraven els límits d'aquesta concepció. Tot i que aquest cotxe havia establert un rècord de velocitat, el pes del material de les bateries impedien de tirar endavant la idea.

### Austro-Daimler i Porsche
La seva reputació no deixava de créixer, Ferdinand Porsche va ser reclutat el 1906 per Austro-Daimler com a dissenyador gràfic cap. La creació més coneguda de Porsche a Austro-Daimler fou el "Prince Henry". Fou nomenat director general de l'empresa durant la Primera Guerra Mundial i desenvolupa tractors destinats a treure els canons al terreny de trinxeres. El 1923 treballa a Daimler Motoren Gesellschaft. A totes dues societats continua dissenyant cotxes de curses que guanyen cada cop més victòries.
El 1926 Daimler Motoren Gesellschaft i Benz & Cie es fusionaren en Daimler-Benz, i produïren els primers models amb el nom de Mercedes-Benz. El concepte de Porsche d'un cotxe petit, un Mercedes-Benz lleuger, no va agradar gaire al consell d'administració de Daimler-Benz. Se'n va el 1929 per anar a Steyr, però durant la Gran depressió Steyr queda en la ruïna i Porsche a l'atur.
El 1931 funda la seva pròpia empresa, ja instal·lat a Stuttgart: Dr. Ing. h.c. F. Porsche GmbH, Konstruktionen und Beratungen für Motoren und Fahrzeugbau; de construcció de motors i de cotxes. Recluta alguns dels seus vells coneguts (Karl Rabe, Erwin Komenda, Franz Xaver Reimspiess) i hi incorpora també el seu fill, Ferry Porsche. Els afers anaven força bé i Porsche comença a pensar a construir el seu propi cotxe, el concepte de cotxe petit que sempre havia imaginat. Uns anys després, Zündapp decideix apadrinar el projecte, però perd tot l'interès després de l'èxit en les motos. NSU Motorenwerke AG reprèn de seguida l'apadrinatge, però també perd l'interès a causa de l'alt cost en eines. Després d'aquests dos contratemps, ningú no sembla disposat a interessar-se pel projecte fins que Adolf Hitler decideix motoritzar la nació i que cada alemany havia de tenir el seu propi cotxe o tractor per al futur.

### Segona Guerra Mundial

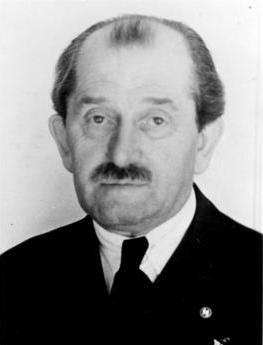
Ferdinand Porsche el 1942.

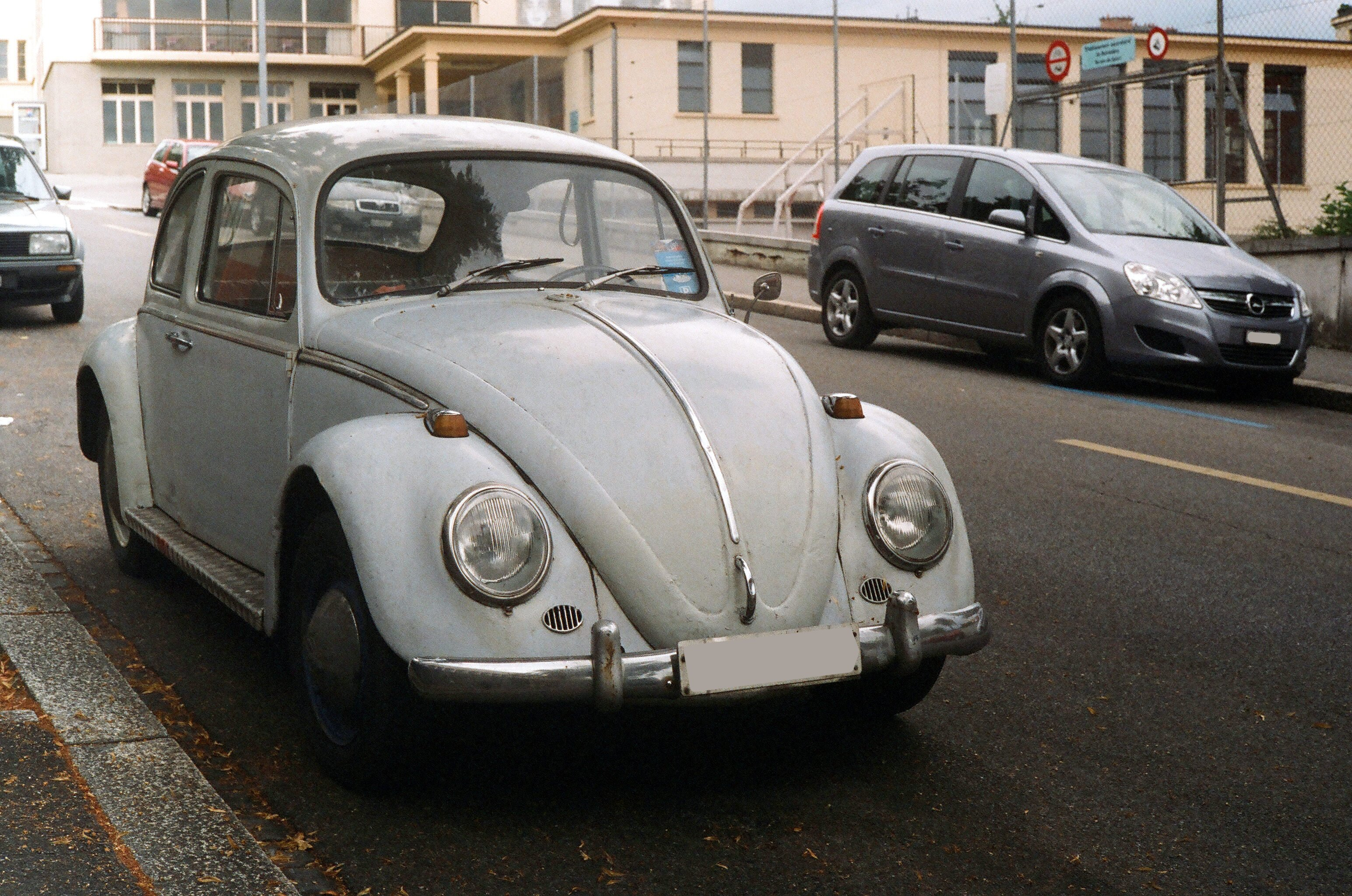
Un Volkswagen Escarabat.

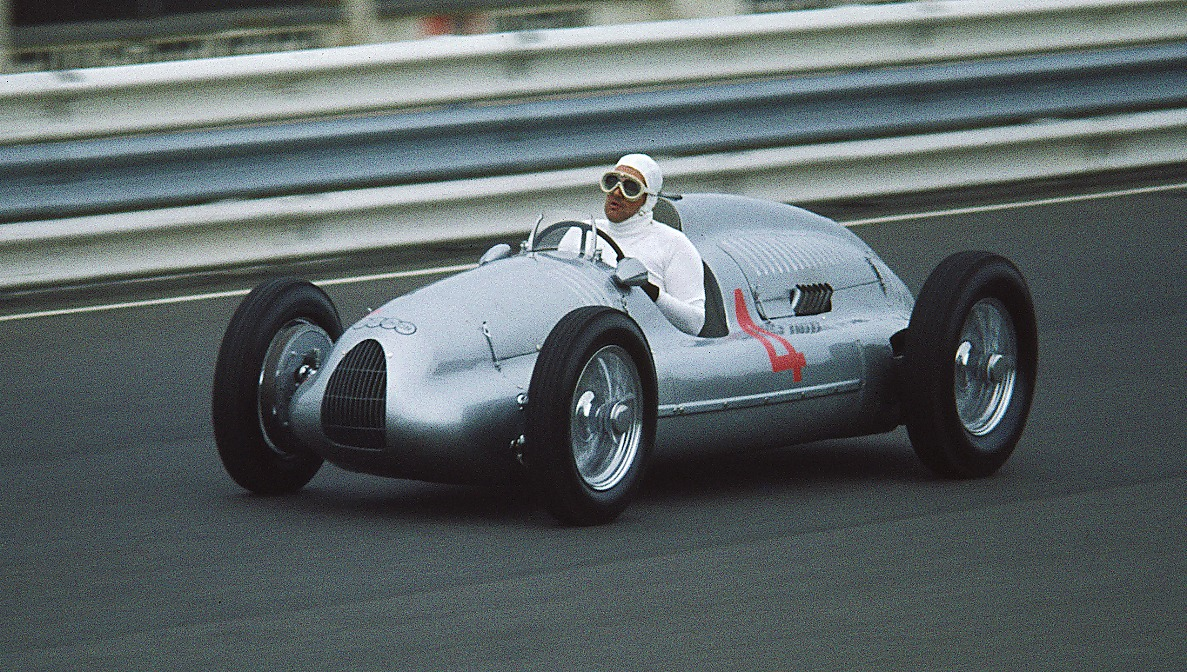
Un Fletxa de plata.

Després dels èxits en la competició automobilística, Porsche fascina Hitler, que desitja aleshores democratitzar el cotxe i fer-lo objecte de propaganda. La tardor de 1933 Ferdinand Porsche respon a la trucada de l'oferta del Führer que exigeix del futur Volkswagen (el cotxe del poble) els criteris tècnics precisos: el cotxe havia de transportar quatre persones a 100 km/h i consumir menys de 8 litres als 100 km. Quant al preu, Hitler digué a Porsche: «No importa el preu, doctor Porsche. No importa el preu mentre sigui menys de 1.000 marcs!». Porsche comença a treballar-hi a partir del 1934.
Fou enviat als Estats Units per estudiar els mètodes de treball de Ford i de General Motors. Recluta enginyers germanoamericans i queda fascinat pels nous mètodes de producció que permetien augmentar la productivitat. Després de la presentació de tres prototips el 12 d'octubre de 1936, l'enginyer proposa el 1938 la versió definitiva del seu vehicle al Führer, que l'anomenà KdF-Wagen. Aquest primer KdF-Wagen fou batejat Volkswagen, el cotxe (Wagen), del poble (Volk) després de la guerra. Quan va començar a importar-se a França va rebre el nom d'Escarabat. Per produir el vehicle, Porsche obté la construcció d'una fàbrica a Wolfsburg. No obstant això, durant la guerra només 1.100 KdF-Wagen foren produïts comparat amb els 65.000 exemplars d'una versió militar, el Kübelwagen.
Paral·lelament els cotxes de curses que desenvolupà per a Auto-Union encara seguien guanyant un gran nombre de victòries. El Silberpfeil (la fletxa de plata) pilotat per Bernd Rosemeyer s'il·lustrava a totes les curses, com per exemple la Vanderbilt Cup als Estats Units el 1937.